# نادي (يوغا)

منظر مبسط للجسد اللطيف في الفلسفة الهندية، يُظهر النوادي أو النادات أو القنوات الثلاثة الرئيسية، إيدا (ب)، وسوشومنا (ج)، وبينغالا (د)، والتي تجري عموديًا في الجسم.

نادي، وتُلفظ: ناري (بالإنجليزية: Nāḍī - Nadi - नाड़ी)‏، ومن بين ما تعني هذه الكلمة: قناة، أُنبُوب أو ما يُشبهه في الشكل والوظيفة، عصب، شريان، نبض؛ هو مصطلح في الطب الهندي التقليدي والنظرية الروحية تُسمَّى به القنوات التي تتدفق عبرها وخلالها الطاقات، مثل: برانا الجسم المادي، والجسد اللطيف، والجسد السببي. وضمن هذا الإطار الفلسفي، فإنَّ هذه القنوات أو الأندية تتصل وترتبط بمراكز طاقية ذات شدَّةٍ خاصة تُدعى الشَّاكرات.
ويقال إن جميع الأندية تنشأ من أحد المركزين؛ القلب والكاندا (kanda)، والأخيرة عبارة عن بصيلة على شكل بيضة في منطقة الحوض، أسفل السرة مُباشرةً. تمتد الأندية الثلاثة الرئيسية من قاعدة العمود الفقري إلى الرأس، وهي إيدا (ida) على اليسار، والسوشومنا (sushumna) في الوسط، والبنغالا (pingala) على اليمين. والهدف في النهاية هو فتح هذه الأندية لتحقيق التحرير.

## نظرة عامة
النادي هو مفهوم مهم في الفلسفة الهندوسية، مذكور وموصوف في المصادر، وبعضها يصل عمره إلى 3000 عام. ويقال إن عدد الأندية في جسم الإنسان يصل إلى مئات الآلاف وحتى الملايين. تنص أطروحة شيفا سامهيتا حول اليوغا، على سبيل المثال، على أنه من بين 350 ألف نادي، هناك 14 ناديًا لها أهمية خاصة، ومن بينها الثلاثة المذكورة للتو هي الثلاثة الأكثر أهمية. والأندية الثلاثة الرئيسية هي إيدا، بينجالا، وسوشومنا.
إنَّ إيدا (इडा، iḍā "الراحة، الرغد") تقع يسار العمود الفقري، في حين أن بينجالا (पिङ्गल، piṅgala "برتقالي، أسمر، ذهبي، شمسي") تقع على الجانب الأيمن من العمود الفقري، أي عكس إيدا. وسوشومنا (Suṣumṇa "كريم جدًا، لطيف") يمتد على طول الحبل الشوكي في المركز، وعبر الشاكرات السبعة. عندما تُفتح القنوات بفعل اليوغا، تنحل طاقة الكونداليني وترتفع إلى أعلى السوشومنا من قاعدة العمود الفقري.
تلعب النادي دورًا في اليوغا، حيث أن العديد من الممارسات اليوغية، بما في ذلك الشاتكارما والمودراس والبراناياما، تهدف إلى فتح النادي وإلغاء حظرها أو انسدادها. والهدف النهائي لبعض الممارسات اليوغية هو توجيه البرانا إلى نادي السوشومنا على وجه التحديد، مما يمكّن الكونداليني من الارتفاع، وبالتالي تحقيق الموكشا، أو التحرر أو الانعتاق.

## الوظائف والفعَّاليَّة
في نظرية هاثا يوغا، تحمل النادي البرانا، طاقة قوة الحياة. في الجسم المادي، النادي عبارة عن قنوات تحمل الهواء والماء والمواد المغذية والدم وسوائل الجسم الأخرى وتشبه الشرايين والأوردة والشعيرات الدموية والقصيبات والأعصاب والقنوات الليمفاوية وما إلى ذلك. وفي الجسد اللطيف والسببي، تعد النادي قنوات لما يسمى بالطاقات الكونية والحيوية والمنوية والعقلية والفكرية وما إلى ذلك (توصف مجتمعة بالبرانا) وهي مهمة للأحاسيس والوعي والهالة الروحية.
تختلف نصوص اليوغا حول عدد الأندية في جسم الإنسان. يقتبس هاثا يوجا براديبيكا وجوراكشا سامهيتا 72000 نادي، كل منها يتفرع إلى 72000 نادي أخرى، في حين يذكر شيفا سامهيتا أن 350000 نادي تنشأ من مركز السرة، وتقول كاثا أوبانيشاد (6.16) أن 101 قناة تشع من القلب.
يتم أحيانًا تفسير نادي إيدا وبينغالا في القراءات الحديثة على أنهما نصفي الدماغ. بينجالا هو النادي الشمسي المنفتح (النشط)، ويتوافق مع الجانب الأيمن من الجسم والجانب الأيسر من الدماغ. إيدا هو النادي القمري الانطوائي، ويتوافق مع الجانب الأيسر من الجسم والجانب الأيمن من الدماغ.

## فتح الأندية
الغرض من اليوغا هو موكشا، التحرر وبالتالي الخلود في حالة السامادهي، الاتحاد، وهو معنى "اليوغا" كما هو موصوف في باتانجالايايوغاساسترا. ويتم إعاقة ذلك بسبب الانسدادات في النادي، مما يسمح للهواء الحيوي، البرانا، بالضعف في قنوات إيدا وبينجالا. وبالتالي فإن فتح القنوات يعد وظيفة حيوية لليوجا. والممارسات المختلفة لليوجا، بما في ذلك التطهير الأولي أو الساتكارما، والأختام اليوغية أو المودرا، والتصور، وضبط النفس أو البراناياما، وتكرار المانترا تعمل معًا لإجبار البرانا على الانتقال من إيدا وبينجالا إلى قناة سوشومنا المركزية. المودرا على وجه الخصوص تغلق الفتحات المختلفة، وبالتالي تحبس البرانا وتوجهها نحو السوشومنا. وهذا يسمح للكونداليني بالصعود إلى أعلى قناة السوشومنا، مما يؤدي إلى التحرر.